# Ariadne (geslacht)
Ariadne is een geslacht van vlinders uit de familie Nymphalidae.

## Soorten
- Ariadne actisanes
- Ariadne adelpha
- Ariadne ahmat
- Ariadne albifascia
- Ariadne alphaea
- Ariadne alternus
- Ariadne arca
- Ariadne archeri
- Ariadne ariadne
- Ariadne assama
- Ariadne aurantiaca
- Ariadne buruensis
- Ariadne celebensis
- Ariadne coryta
- Ariadne crestonia
- Ariadne dongalae
- Ariadne enotrea
- Ariadne gedrosia
- Ariadne ginosa
- Ariadne indica
- Ariadne intermedia
- Ariadne isaeus
- Ariadne luzonia
- Ariadne lysias
- Ariadne maculata
- Ariadne merione
- Ariadne merionoides
- Ariadne minorata
- Ariadne murina
- Ariadne nicevillei
- Ariadne obscura
- Ariadne pagenstecheri
- Ariadne pallidior
- Ariadne personata
- Ariadne pharis
- Ariadne phemonoe
- Ariadne pupillata
- Ariadne rufotaeniata
- Ariadne specularia
- Ariadne suffusa
- Ariadne sulaensis
- Ariadne taeniata
- Ariadne tapestrina
- Ariadne taprobana
- Ariadne timora
- Ariadne timorensis